# Eupatorus hardwickei
Eupatorus hardwickei är en skalbaggsart som beskrevs av Hope 1831. Eupatorus hardwickei ingår i släktet Eupatorus och familjen Dynastidae. Inga underarter finns listade i Catalogue of Life.

## Bildgalleri

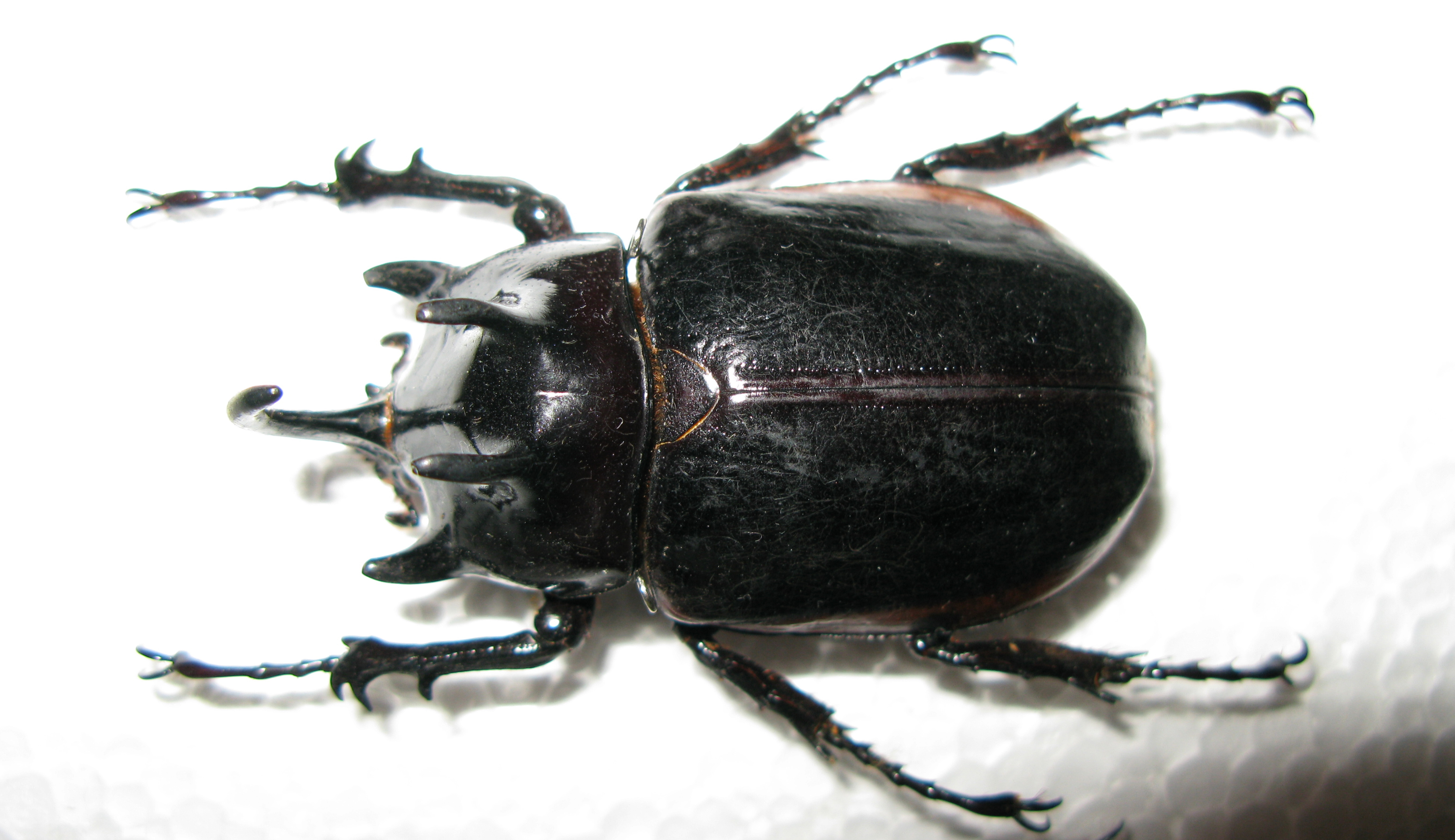
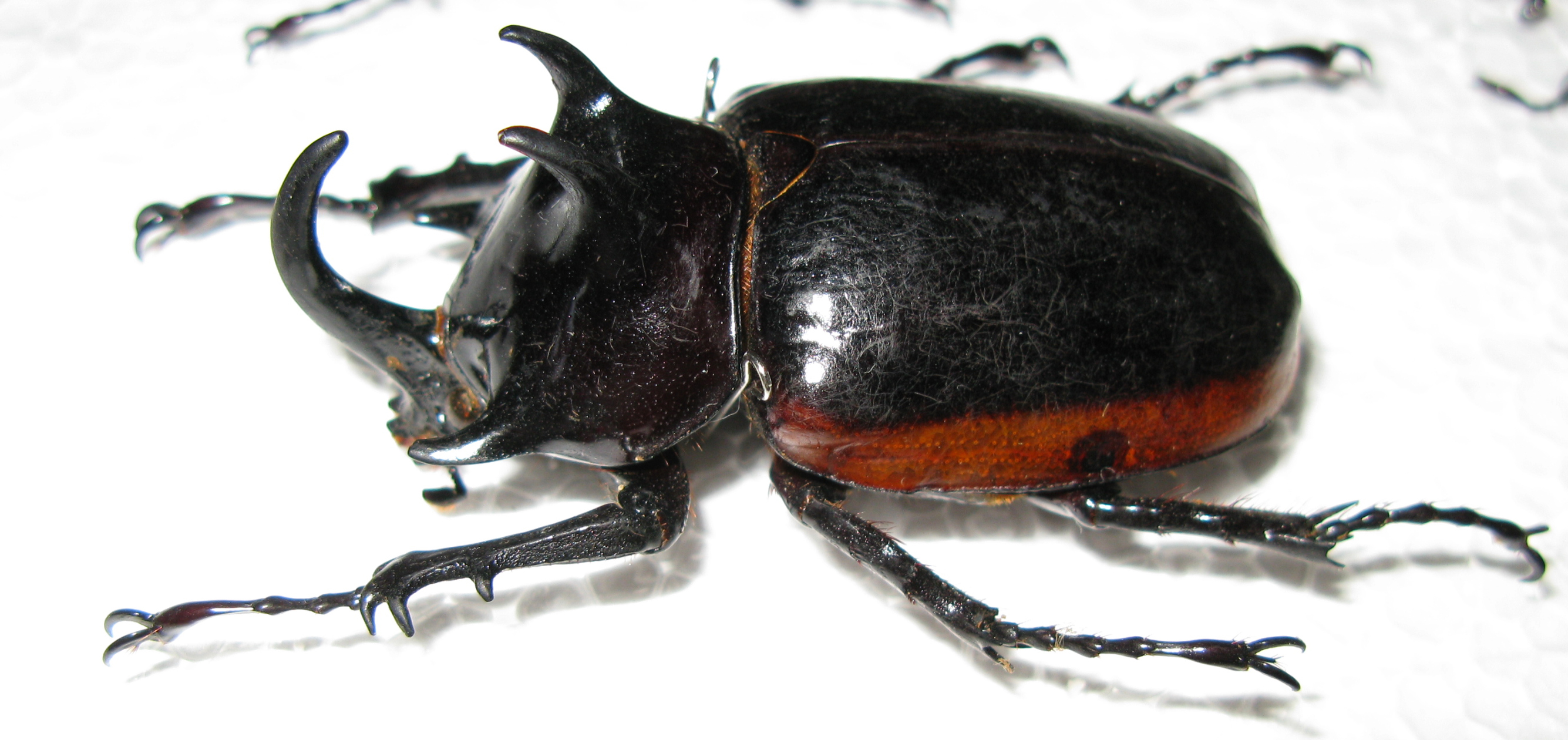
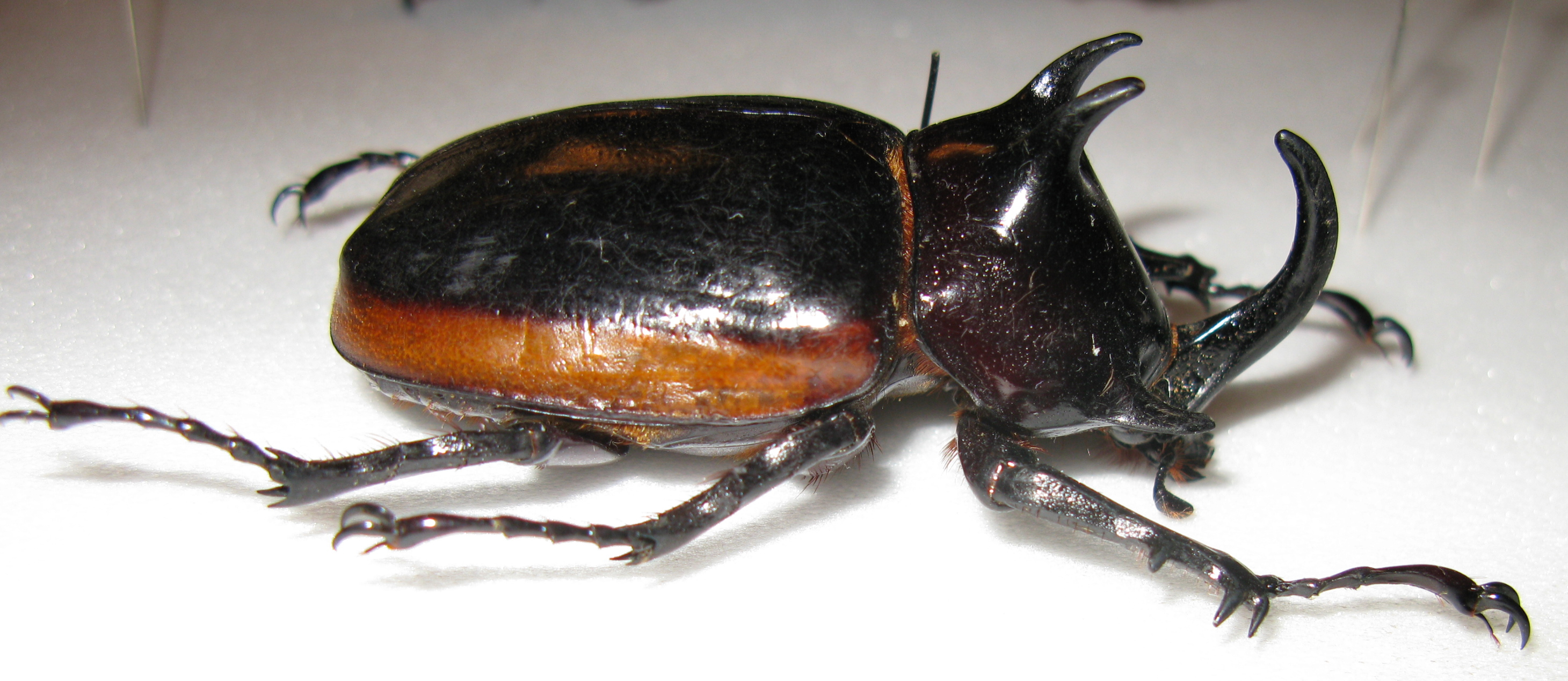